# Linijsko kodiranje
Linijskim kodiranjem je način kodiranja. Njima se postiže se optimalna prilagodba digitalnog signala mediju preko kojeg ga treba prenijeti s obzirom na:
• vrstu medija
• duljinu linka
• prigušenje
• izobličenje (disprezija)
• brzinu prijenosa
• učestalost pogrešaka
• frekvencijsku karakteristiku